# Steve Augeri
Steve Augeri, född 30 januari 1959 i Brooklyn i New York, är en amerikansk rocksångare och gitarrist, främst känd för sitt arbete som sångare i banden Tall Stories, Tyketto och Journey.

## Diskografi

### Med Tall Stories
- 1991 – Tall Stories
- 2009 – Skyscraper[3]

### Med Tyketto
- 1995 – Shine
- 1996 – Take Out & Served Up Live

### Med Journey
- 2001 – Arrival
- 2002 – Red 13 (EP)
- 2005 – Generations

### Med Steve Augeri Band
Singlar (MP3)
- 2010 – "Riverside"
- 2011 – "Photograph"
- 2012 – "Hours in the Day"
- 2012 – "Rich Mans World"
- 2012 – "Home This Christmas Time"
- 2013 – "Behind the Sun" (med Tom DeRossi)
- 2013 – "For the Rest of My Life"
- 2014 – "Home Again"
- 2014 – "Tin Soldier"
- 2014 – "Faces"
- 2015 – "In The Moment"
- 2015 – "Riverside (Mississippi Mix)"
- 2017 – "World Of Our Own"